# Tomislav Crnković
Tomislav Crnković (17 de juny de 1929 - 17 de gener de 2009) fou un futbolista croat de la dècada de 1950.
Fou 51 cops internacional amb la selecció iugoslava amb la qual participà en els Mundials de 1954 i 1958.
Pel que fa a clubs, defensà els colors de HAŠK, Metalac, Dinamo Zagreb, Wiener Sport-Club i Servette FC.